# 의식의 흐름
의식의 흐름(Stream of consciousness)은 흔히 미국 심리학자 윌리엄 제임스가 1890년 출간한 《심리학의 원리》에서 처음 사용한 개념으로 알려져 있다. 이 책에서 제임스는 말했다. “의식적인 사고를 논할 때, 강 또는 시내가 가장 자연스러운 비유다. 앞으로 의식적인 사고를 생각이나 의식, 주관적 삶의 흐름이라고 하자.” 그러나 이 말은 그보다 1855년 알렉산더 베인이 《감각과 지성》에서 한 말을 빌려 온 것이다. 이 개념은 아방가르드와 모더니즘의 문학과 예술에 직접적인 영향을 끼쳤다. 

## 개요
인간의 의식은 정적인 부분의 배열로 구성되는 것이 아니라, 동적인 이미지와 관념이 흘러 늘어선 것이라고 하는 사고 방식이다. 앙리 베르그송도 《시간과 의식에 대한 고찰》에서 제임스와 같은 시기에 비슷한 발상을 해서 ‘지속’이라는 개념을 들고 나왔다. 베르그송과 제임스는 서로 교류했으나, 영감은 서로 독자적인 것으로 여겨졌다. 

## 의식의 흐름과 문학
이 개념은 나중에 모더니즘 문학을 설명할 때 사용되며, 문학의 한 기법을 나타내는 용어로 쓰인다. “인간 정신 속에서 끊임없이 변하고 이어지는 주관적 생각과 감각, 특히 주석 없이 설명”해 나가는 문학적 기법을 대표하는 문학 용어로 ‘의식의 흐름’이라는 말이 쓰인다. 이런 뜻으로 이 말을 처음 사용한 것은 1918년 영국 소설가 메이 싱클레어다. 싱클레어는 1918년 잡지 <에고이스트>에서 도로시 리처드슨의 《인생 행로》가 의식의 흐름 기법으로 쓰였다고 평가했다. 그러나 리처드슨은 의식의 흐름이라는 말을 좋아하지 않았고, 오히려 자기 문체를 몰입의 한 형태로 보고 싶어했다. 그것은 마치 시냇물처럼 한 방향으로 움직이는 무언가를 전달하려는 욕구라기보다는 생각과 경험의 동시적이고 다면적 특성을 포착하려는 시도를 뜻했다.
인간 사고를 단단한 논리나 이성적 규칙 없이 끝없이 떠오르는 생각과 인상의 물결로 그리려고 하는 시도는 의식의 흐름이란 용어가 등장하기 몇 세기 전부터 존재해 왔다. 선구적 작업으로는 로렌스 스턴의 《신사 트리스트램 샌디의 삶과 견해》 등이 있다. 그러나 현대 문학에서 의식의 흐름을 이용한 소설에는 심리학의 발달, 특히 지그문트 프로이트의 영향을 빼놓을 수 없다. 
의식의 흐름 수법을 이용한 대표적인 영국 소설가로서는 제임스 조이스, 버지니아 울프, 캐서린 맨스필드, 도로시 리처드슨 등이 있다. 이 수법을 이용한 작품으로는 제임스 조이스의 《율리시즈》, 《피네간의 경야》, 버지니아 울프의 《등대로》, 《댈러웨이 부인》, 윌리엄 포크너의 《소리와 분노》(1929년), 도로시 리처드슨의 《인생 행로》(1915~1967) 등이 있다. 또한 의식의 흐름은 내적 독백이나 무의식적 기억이라는 용어로 표현되기도 한다. 

## 같이 보기
- 현상적 의식(Phenomenal consciousness)
- 모더니즘
- 카루테지안 극장

1. 1 2  올리버 티얼 (2017). 《비밀의 도서관》. 생각정거장.